# Aeropuerto Las Flores
El Aeropuerto Las Flores (IATA: ELB, OACI: SKBC) es un aeropuerto colombiano ubicado al norte de El Banco (Magdalena) en la vereda de Sabana de Las Flores, en la vía a Chimichagua (Ruta Nacional 43). El aeropuerto está a 5 kilómetros (3,1 millas) al norte de la ciudad, cerca de la Ciénaga de Palomeque y la Ciénaga Andrés Martínez. Tiene una pista de 1.240 metros de largo y 30 metros de ancho, con una elevación de 34 metros sobre el nivel del mar.  
El Aeropuerto Las Flores no está activo desde hace años. En la década de los años 1950 estuvo considerado como un punto estratégico de conectividad regional para la depresión momposina y fue una terminal aérea importante en Colombia.   
En 2018 se asignaron recursos para rehabiliatr la pista con miras a una futura reactivación.  

## Rutas
Se ha anunciado que el aeropuerto Las Flores va a acoger nuevamente vuelos comerciales hacia el sur de Colombia. La empresa Pacífico Travels tiene previsto operar los vuelos en la ruta: Medellín – El Banco – Barranquilla.